# Andreas Wirsching

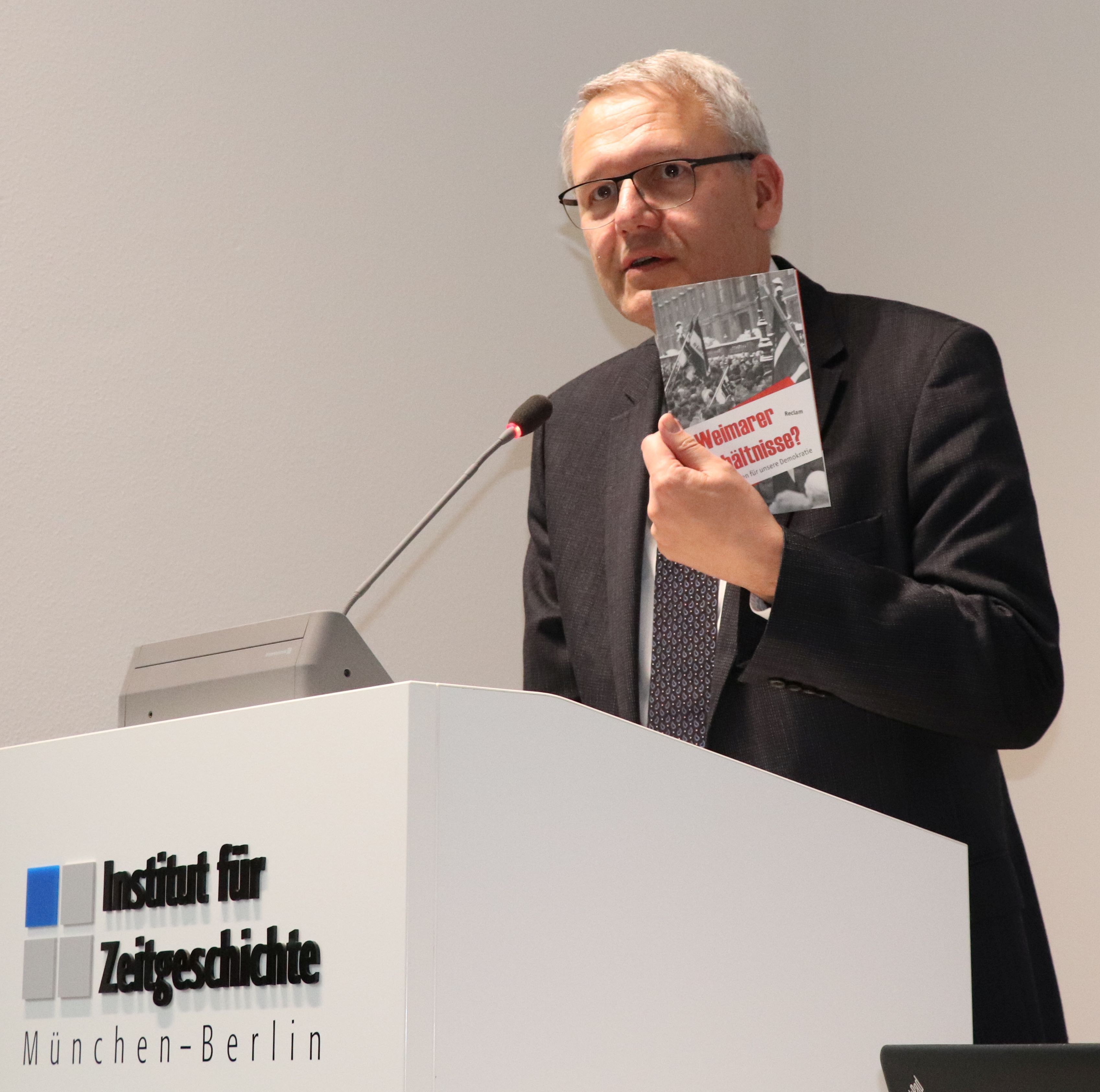
Andreas Wirsching (2018)

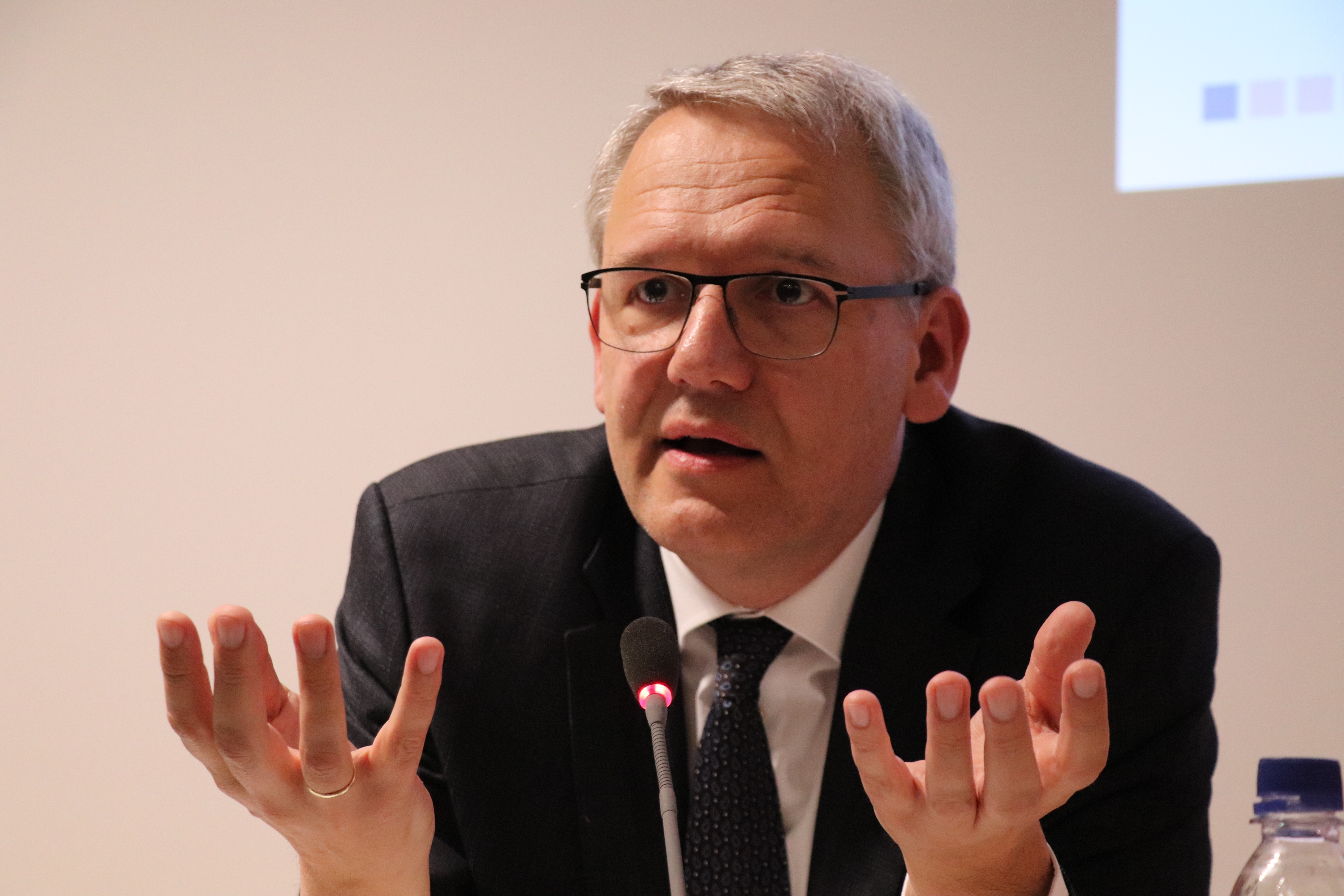
Andreas Wirsching (2018)

Andreas Wirsching (* 19. Mai 1959 in Heidelberg) ist ein deutscher Historiker. Er ist seit 2011 Inhaber des Lehrstuhls für Neueste Geschichte der Ludwig-Maximilians-Universität München und zugleich Direktor des Instituts für Zeitgeschichte München.

## Leben
Andreas Wirsching wurde als Sohn des evangelischen Theologen Johannes Wirsching in Heidelberg geboren und wuchs in Stuttgart, Freiburg im Breisgau und West-Berlin auf. Nach dem Abitur am Gymnasium zum Grauen Kloster in Berlin im Mai 1977 studierte er von 1977 bis 1984 Geschichte und Evangelische Theologie an den Universitäten Berlin und Erlangen. 1984 erwarb er den Magister. Im selben Jahr erhielt er ein Stipendium der Bayerischen Graduiertenförderung und 1985 des Deutschen Historischen Instituts London. Im Jahr 1988 wurde er an der Universität Erlangen promoviert. Wirsching war Wissenschaftlicher Mitarbeiter am Deutschen Historischen Institut Paris (1989–1992) und am Institut für Zeitgeschichte in München (1992–1996). Im Jahr 1995 erfolgte seine Habilitation in Neuerer und Neuester Geschichte an der Universität Regensburg. Von 1996 bis 1998 lehrte er als Professor für Neuere und Neueste Geschichte Westeuropas an der Universität Tübingen.
Von 1998 bis 2011 lehrte Wirsching Neuere und Neueste Geschichte an der Universität Augsburg. Er hatte im Wintersemester 2002/2003 die Otto von Freising-Gastprofessur an der Katholischen Universität Eichstätt inne. Zudem nahm er Gastprofessuren unter anderem an der University of Missouri–St. Louis, am Institut d’études politiques de Paris und an der Université de Montréal wahr. Seit 1. April 2011 lehrt er als Professor für Neueste Geschichte an der Ludwig-Maximilians-Universität München und wurde zugleich in der Nachfolge von Horst Möller Direktor des Instituts für Zeitgeschichte.
Von 2010 bis 2017 war Wirsching Mitglied im Stiftungsrat der Stiftung Deutsche Geisteswissenschaftliche Institute im Ausland (DGIA). Er ist seit 2012 stellvertretender Vorsitzender der Kommission für Geschichte des Parlamentarismus und der politischen Parteien. Außerdem ist er Mitglied in der Historischen Kommission bei der Bayerischen Akademie der Wissenschaften. Von 2011 bis 2017 war er Kuratoriumsvorsitzender des Historischen Kollegs. Im Februar 2012 wählte ihn die Bayerische Akademie der Wissenschaften zu ihrem Mitglied. Wirsching ist Mitglied im Verband der Historiker und Historikerinnen Deutschlands. Von 2011 bis 2019 war er Vorsitzender des Universitätsrates der Universität Augsburg. Seit März 2015 ist er deutscher Co-Vorsitzender der Gemeinsamen Kommission für die Erforschung der jüngeren Geschichte der deutsch-russischen Beziehungen.
Wirsching ist Hauptherausgeber der Edition Akten zur Auswärtigen Politik der Bundesrepublik Deutschland sowie Mitherausgeber der Editionen Die Verfolgung und Ermordung der europäischen Juden durch das nationalsozialistische Deutschland 1933–1945 und The Persecution and Murder of the European Jews by Nazi Germany, 1933–1945. Zudem ist er Mitglied im Herausgebergremium der Vierteljahrshefte für Zeitgeschichte und des Journals European Holocaust Studies. 2021 erhielt Wirsching den Bayerischen Maximiliansorden für Wissenschaft und Kunst.

## Forschungsschwerpunkte
Wirschings Forschungsschwerpunkte sind die vergleichende deutsche und französische Geschichte im 20. Jahrhundert, die Geschichte von Paris in der Neuzeit, die Geschichte der Weimarer Republik, die Geschichte des Kommunismus, des Faschismus und Nationalsozialismus in der Zeit von 1918 bis 1945, die deutsche und europäische Geschichte nach 1945 sowie die Geschichte und Theorie der Moderne. Für die Enzyklopädie deutscher Geschichte veröffentlichte er 2000 einen Band über die Weimarer Republik.
In seiner 2012 veröffentlichten Darstellung Geschichte Europas in unserer Zeit geht er der Frage nach, „wie sich in dem zusammenwachsenden Europa Freiheitsgewinn und neues Risiko zueinander verhalten“. Nach seiner „Kernthese“ folgt die Gegenwartsgeschichte Europas einem „mächtigen historischen Trend zur Konvergenz“. Im Mittelpunkt des Buches steht das vierte Kapitel über die „Herausforderung der Globalisierung“, die Wirsching als „immense quantitative Steigerung im Kern bereits bekannter Phänomene [...] in einer zuvor ungekannten Dynamik“ beschreibt.
Seit 2013 leitet Wirsching zusammen mit dem Theologen Hubert Wolf die auf zwölf Jahre angelegte Herausgabe der Tagebücher von Michael Kardinal von Faulhaber. Mit Jürgen Finger und Sven Keller legte er 2013 eine unternehmenshistorische Monografie über den Familienkonzern Oetker vor. Er veröffentlichte 2015 eine Geschichte Europas seit 1989. Darin vertrat er die These, dass trotz des von der Globalisierung noch verstärkten „strukturellen und auch krisenhaften politischen Wandels“ von „fortbestehender Stabilität, Vitalität und Erneuerungsfähigkeit der Demokratie“ auszugehen sei.

## Schriften (Auswahl)
Monografien
- Die Stunde des Kommunismus. Zu Theorie und Praxis 1900–1945 (= Schriftenreihe der Vierteljahreshefte für Zeitgeschichte. Bd. 128). De Gruyter Oldenbourg, München 2024, ISBN 978-3-11-138227-2.
- mit Hélène Miard-Delacroix: Von Erbfeinden zu guten Nachbarn. Ein deutsch-französischer Dialog. 2., aktualisierte Auflage. Reclam, Ditzingen 2020, ISBN 978-3-15-011226-7.
- Demokratie und Gesellschaft. Historische Studien zur europäischen Moderne. Wallstein, Göttingen 2019, ISBN 978-3-8353-3415-1.
- Kollektiver Freizeitpark oder Burnout-Gesellschaft. Wie überlastet ist der moderne Mensch? Picus, Wien 2016, ISBN 978-3-7117-3005-3.
- Demokratie und Globalisierung. Europa seit 1989. Beck, München 2014, ISBN 978-3-406-66699-5.
- mit Jürgen Finger und Sven Keller: Dr. Oetker und der Nationalsozialismus. Geschichte eines Familienunternehmens 1933–1945. Beck, München 2013, ISBN 978-3-406-64545-7.
- Der Preis der Freiheit. Geschichte Europas in unserer Zeit. Beck, München 2012, ISBN 978-3-406-63252-5.
- Abschied vom Provisorium. 1982–1990 (= Geschichte der Bundesrepublik Deutschland. Bd. 6). Deutsche Verlags-Anstalt u. a., München 2006, ISBN 3-421-06737-6.[11]
- Agrarischer Protest und Krise der Familie. Zwei Versuche zur Geschichte der Moderne (= Otto von Freising-Vorlesungen der Katholischen Universität Eichstätt-Ingolstadt. Bd. 23). VS Verlag, Wiesbaden 2004, ISBN 3-531-14274-7.
- mit Stefan Grüner: Frankreich. Daten, Fakten, Dokumente (= UTB. Bd. 2401. Geschichte). Francke, Tübingen u. a. 2003, ISBN 3-8252-2401-5.
- Deutsche Geschichte im 20. Jahrhundert (= Beck’sche Reihe. C.H. Beck Wissen. Bd. 2165). 5., aktualisierte Auflage, Beck, München 2021, ISBN 978-3-406-77504-8.
- Die Weimarer Republik. Politik und Gesellschaft (= Enzyklopädie deutscher Geschichte. Bd. 58). Oldenbourg, München 2000, ISBN 3-486-55048-9 (2., um einen Nachtrag erweiterte Auflage, ebenda 2008, ISBN 978-3-486-58736-4).
- Vom Weltkrieg zum Bürgerkrieg? Politischer Extremismus in Deutschland und Frankreich 1918–1933/39. Berlin und Paris im Vergleich (= Quellen und Darstellungen zur Zeitgeschichte. Bd. 40). Oldenbourg, München 1999, ISBN 3-486-56357-2.
- Parlament und Volkes Stimme. Unterhaus und Öffentlichkeit im England des frühen 19. Jahrhunderts (= Veröffentlichungen des Deutschen Historischen Instituts London. Bd. 26). Vandenhoeck & Ruprecht, Göttingen u. a. 1990, ISBN 3-525-36311-7.

Herausgeberschaften
- Kino im Zwielicht. Alfred Bauer, der Nationalsozialismus und die Berlinale. Metropol, Berlin 2024, ISBN 978-3-86331-728-7.
- mit Hélène Miard-Delacroix: Emotionen und internationale Beziehungen im Kalten Krieg (= Schriften des Historischen Kollegs. Kolloquien. Bd. 104). De Gruyter Oldenbourg, Berlin u. a. 2020, ISBN 978-3-11-067954-0.
- mit Frank Bösch: Hüter der Ordnung. Die Innenministerien in Bonn und Ost-Berlin nach dem Nationalsozialismus. Wallstein, Göttingen 2018, ISBN 978-3-8353-3206-5.
- mit Berthold Kohler und Ulrich Wilhelm: Weimarer Verhältnisse? Historische Lektionen für unsere Demokratie. Reclam, Ditzingen 2018, ISBN 978-3-15-011163-5.
- mit Jürgen Zarusky, Alexander Tschubarjan und Viktor Ischtschenko: Erinnerung an Diktatur und Krieg. Brennpunkte des kulturellen Gedächtnisses zwischen Russland und Deutschland. De Gruyter Oldenbourg, Berlin/Boston, Massachusetts 2015, ISBN 978-3-11-040476-0.
- Das Jahr 1933. Die nationalsozialistische Machteroberung und die deutsche Gesellschaft. Wallstein, Göttingen 2009, ISBN 978-3-8353-0512-0.
- mit Thomas Raithel und Andreas Rödder: Auf dem Weg in eine neue Moderne? Die Bundesrepublik Deutschland in den siebziger und achtziger Jahren. Oldenbourg, München 2009, ISBN 978-3-486-59004-3.
- mit Jürgen Eder: Vernunftrepublikanismus in der Weimarer Republik. Politik, Literatur, Wissenschaft (= Stiftung Bundespräsident-Theodor-Heuss-Haus. Wissenschaftliche Reihe. Bd. 9). Steiner, Stuttgart 2008, ISBN 978-3-515-09110-7.
- Herausforderungen der parlamentarischen Demokratie. Die Weimarer Republik im europäischen Vergleich (= Schriftenreihe der Stiftung Reichspräsident-Friedrich-Ebert-Gedenkstätte. Bd. 13). Oldenbourg, München 2007, ISBN 978-3-486-58337-3.
- Oldenbourg Geschichte Lehrbuch. Neueste Zeit. Oldenbourg, München 2006, ISBN 3-486-20029-1 (2. Auflage, ebenda 2008, ISBN 978-3-486-20029-4).[12]
- mit Sabine Mecking: Stadtverwaltung im Nationalsozialismus. Systemstabilisierende Dimensionen kommunaler Herrschaft (= Forschungen zur Regionalgeschichte. Bd. 53). Schöningh, Paderborn 2005, ISBN 3-506-79608-9.
- Nationalsozialismus in Bayerisch-Schwaben. Herrschaft, Verwaltung, Kultur (= Augsburger Beiträge zur Landesgeschichte Bayerisch-Schwabens. Bd. 9). Thorbecke, Ostfildern 2004, ISBN 3-7995-7510-3.
- mit Horst Möller und Walter Ziegler: Nationalsozialismus in der Region. Beiträge zur regionalen und lokalen Forschung und zum internationalen Vergleich (= Schriftenreihe der Vierteljahrshefte für Zeitgeschichte. Sondernummer). Oldenbourg, München 1996, ISBN 978-3-486-64500-2.
- mit Horst Möller und Gérard Raulet: Gefährdete Mitte? Mittelschichten und politische Kultur zwischen den Weltkriegen: Italien, Frankreich und Deutschland (= Francia. Beihefte. Bd. 29). Thorbecke, Sigmaringen 1993, ISBN 3-7995-7329-1 (Online auf perspectivia.net).